# Donegal (textilie)
Donegal

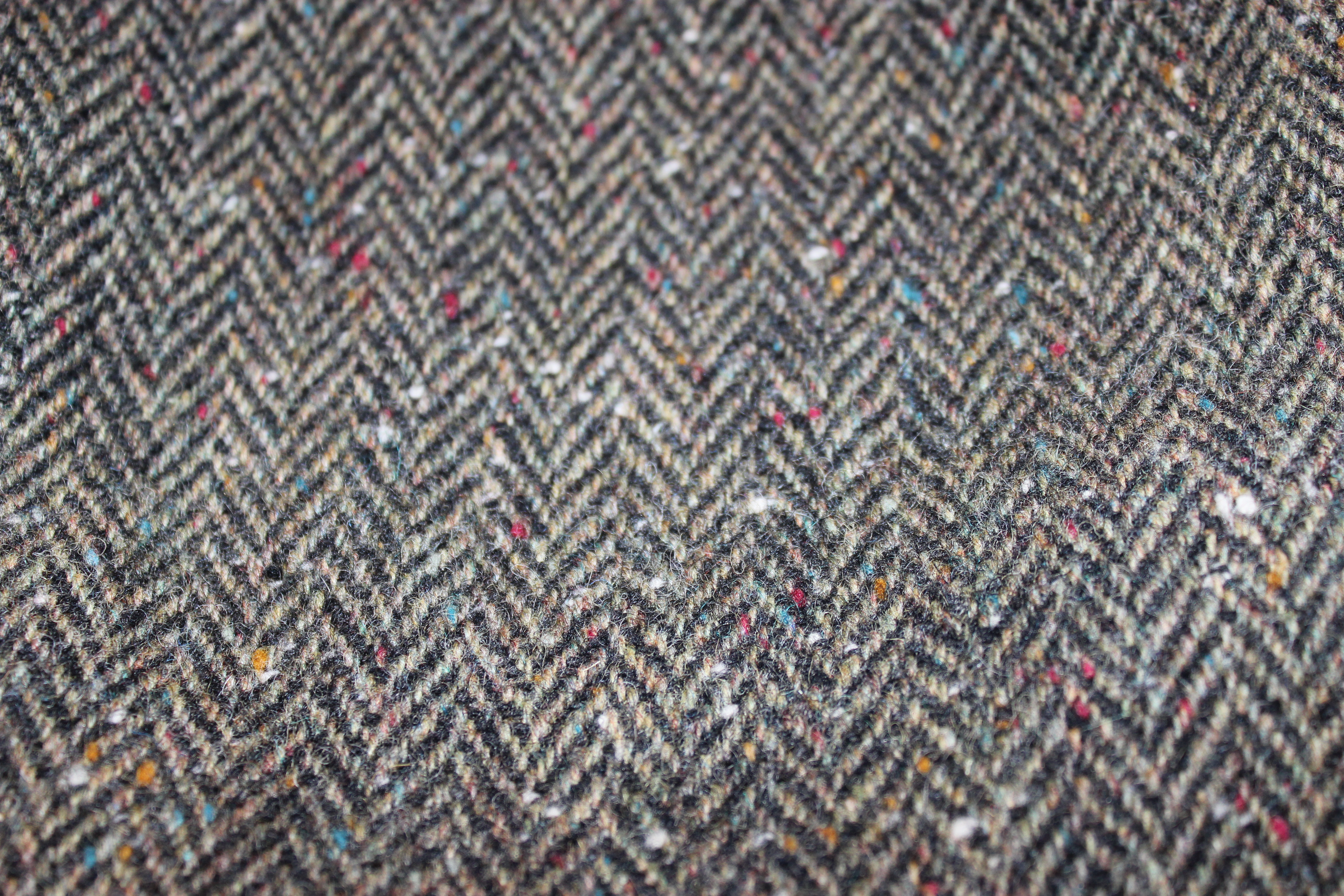
Donegalský tvíd

je obchodní označení pro příze, tkaniny a pleteniny vyráběné v irském hrabství Donegal.

## Příze
Příze se vyrábějí zpravidla ze 100% mykané vlny s příměsí různobarevných nopků (anglicky: flecks), některé jsou dopřádané na selfaktoru .
Příze na ruční pletení jsou většinou skané z kombinace hladkých a efektních nopkových nití .

## Tkaniny

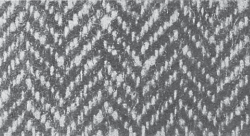
Donegal z ševiotové vlny, keprová vazba, 620 g/m² (asi z roku 1910)

Tkaniny se vyrábějí v plátnové vazbě, osnova většinou skaná z jedné bílé a jedné tmavé niti z mykané nebo česané vlny a útek z jednoduché mykané efektní vlněné příze. Některé druhy se vyrábějí také na ručních stavech .
Tkanina je mírně zplstěná valchováním, má mechovitý povrch, je prodyšná, dobře izoluje, snadno se nezašpiní a nemačká. Používá se hlavně na pánská saka a pláště 
Tkaninám se často říká donegalský tvíd. Známějšímu klasickému tvídu (původně) z Vnějších Hebridů se velmi podobá, ten se však tká v keprové vazbě .

## Pleteniny
Strojní pleteniny z donegalových přízí se používají na svetry a vesty . Vyrábějí se na plochých strojích, zčásti také na ručně poháněných aparátech . Jako zátažná pletenina se donegal vyráběl (asi do poloviny 20. století) také na okrouhlých francouzských stávcích .